# Erich Gaenschalz
Erich Ernst Gaenschalz (* 27. Mai 1906 in Erfurt; † 20. Juli 1997 in Stuttgart), ursprünglich bekannt als Erich Ernst Gänsehals, war ein deutscher Historiker und Journalist.

## Leben
Erich E. Gaenschalz wurde als Sohn des Volksschullehrers Ernst Friedrich Gänsehals in Erfurt geboren.
Er begann sein Studium der Germanistik und Geschichte im Jahr 1924 an der Universität Tübingen und setzte es anschließend an der Universität Breslau fort. In Tübingen wurde er Mitglied der Landsmannschaft Schottland. Im Jahr 1928 promovierte er an der Philosophischen Fakultät mit einer Arbeit zum Thema „Die Nahrungsmittelpolitik der Stadt Erfurt bis zum Jahre 1664“, deren Verteidigung am 28. Juli 1928 erfolgte.
Ab 1946 bekleidete er die Position des Chefredakteurs der Thüringischen Landeszeitung und setzte sich entschieden für die Bewahrung des liberalen Profils der Zeitung ein. Aufgrund seiner öffentlichen Infragestellung des politischen und weltanschaulichen Führungsanspruchs der SED wurde Erich E. Gaenschalz Mitte Dezember 1948 von dieser Position durch die SMA abberufen.
Nach seiner Flucht aus der Ostzone ließ er sich in Pforzheim nieder und wirkte als politischer Redakteur bei der 1949 neu gegründeten Pforzheimer Zeitung.
In späteren Jahren verlegte er seinen Wohnsitz nach Stuttgart-Sillenbuch und war als Redakteur beim Südwest-Funk in Baden-Baden bzw. beim Deutschland-Funk in Köln tätig. Ferner veröffentlichte er regelmäßig Rezensionen in der englischsprachigen Zeitschrift Philosophy and History.